# James Harold Doolittle
James Harold "Jimmy" Doolittle (født 14. december 1896, død 27. september 1993) var amerikansk general, pilot, dr.scient. og luftfartspioner.
Doolittle gjorde tjeneste i den amerikanske hærs luftvåben under 2. verdenskrig, hvor han blandt andet blev dekoreret med den højeste amerikanske udmærkelse, Kongressens æresmedalje, for sin ledelse af Doolittle-raidet i 1942.

## Biografi
- 1896 – Født i Alemeda i Californien, USA
- 1917 – melder sig til militæret som flyverkadet
- 1918 – udnævnt til 2. løjtnant
- 1920 – udnævnt til 1. løjtnant
- 1922 – Bachelor of Arts fra University of California
- 1923 – modtager Distinguished Flying Cross for flyvning fra Pablo Beach i Florida til Rockwell Field i San Diego, Californien
- 1924 – modtager Distinguished Flying Cross nummer to for testflyvninger samt erhverver en Master of Science fra MIT
- 1925 – doktorgrad i flyvidenskab
- 1926 – brækker begge ankler under en demonstrationsflyvning i Chile
- 1930 – trækker sig tilbage fra hæren og bliver udnævnt til major af reserven
- 1932 – sætter verdensrekord for landbaserede fly med en hastighed på ca. 470 km/t
- 1940 – returnerer til aktiv tjeneste.
- 1942 – bliver forfremmet til oberstløjtnant og modtager Kongressens æresmedalje for sin deltagelse i luftangrebet på Japan; Doolittle-raidet.
- 1942 – springavancement, bliver udnævnt til brigadegeneral
- 1942 – bliver chef for 12. Air Force i Nordafrika.
- 1942 – bliver udnævnt til generalmajor
- 1943 – bliver chef for 15. Air Force i Middelhavsområdet.
- 1944 – bliver chef for 8. Air Force i Sydengland.
- 1944 – bliver udnævnt til generalløjtnant
- 1946 – trækker sig tilbage fra aktiv tjeneste
- 1985 – Doolittle udnævnt til general (fire stjerner), af den amerikanske kongres, i det amerikanske luftvåben (reservelisten).
- 1993 – Doolittle døde i Californien i 1993, og er begravet på Arlington National Cemetery i Virginia, ved Washington D.C..

Doolittle var den højest rangerede amerikanske reserveofficer, som gjorde militærtjeneste under 2. verdenskrig.

## Dekorationer, amerikanske
- Medal of Honor
- Medal of Freedom
- Distinguished Service Medal, to gange
- Distinguished Flying Cross, tre gange
- Bronze Star
- Air Medal, fire gange

## Dekorationer, udenlandske
Doolittle modtog flere udmærkelser fra Storbritannien, Frankrig, Belgien, Polen, Kina og Equador.

## Ekstern henvisning
- Arlington National Cemetery hjemmeside – James Harold Doolittle Arkiveret 2. april 2003 hos  Wayback Machine